# ...no pasaran
...no pasaran – czwarty album zespołu Blade Loki, wydany 27 marca 2006 r. przez S.P. Records.
Materiał został zrealizowany we Wrocławiu w studiu „Tower” przez Romana Felczyńskiego. Płytę promował utwór i teledysk „No pasaran”.

## Lista utworów
Źródło:.
1. „Intro” – 0:26
2. „No pasaran” – 2:46
3. „Toxic” – 2:42
4. „Bombardier” – 2:24
5. „Krystyna nie lubi ministra” – 3:53
6. „Wznieśmy pięści” – 4:26
7. „Październik albo wrzesień” – 4:00
8. „Skaramanga” – 2:41
9. „Czarne golfy” – 3:07
10. „Prosta historia” – 3:07
11. „Nocny” – 5:37
12. „Jestem jak plus” – 3:38
13. „You can be! (możesz zostać!)” – 5:41

## Muzycy
Źródło:.
- Agata Polic – śpiew
- Andrzej Dudzic – gitara basowa
- Michał „Twurca” Tomczyk – gitara
- Norbert „Norbacho” Ważny – instrumenty klawiszowe
- Jarosław „Jaras” Dudrak – perkusja
- Daniel Wrona – puzon
- Wojciech Lis – trąbka

gościnnie
- Roman „Felek” Felczyński – chórki